# 龙王塘站
龙王塘站是大连地铁12号线的地铁站，位于中华人民共和国辽宁省大连市旅顺口区龙王塘街道旅顺南路与顺港路交叉口北侧，于2014年5月1日开通。

## 车站结构
龙王塘站平行于旅顺南路南北设置，为地上三层侧式站台车站，车站地面为设备层，地上二层为站厅层，地上三层为站台层，站台未设置站台门，仅设有简易金属栏杆做遮挡作用。车站北侧设有一条侧向存车线，并在车站南侧与存车线北侧设置两条单渡线。
| 地上三层          | 站台           | \| 側式 · 開右邊车门 \| \| \| \| \| \| █ 12号线往旅顺新港（塔河湾） \| \| \| \| █ 12号线往河口（黄泥川） \| \| 側式 · 開右邊车门 \| \| \| |
| 地上二层          | 站厅           | 客服中心、自动售票机、验票机 |
| 地面              | 出入口及设备层 | A、B出入口、车站设备 |
| 側式 · 開右邊车门 |                | |
|                   |                | █ 12号线往旅顺新港（塔河湾） |
|                   |                | █ 12号线往河口（黄泥川） |
| 側式 · 開右邊车门 |                | |

## 车站出口
龙王塘站共设2个出口，各出口及周围设施如下所示：
| 出口编号            | 照片 | 出口指示 | 建议前往的目的地                           |
| ------------------- | ---- | -------- | ------------------------------------------ |
| A · 出口 · （设有） |      | 旅顺南路 | 樱花园小区，龙王塘樱花园，龙王塘街道办事处 |
| B · 出口 · （设有） |      | 旅顺南路 | 国宝星月湾，大龙塘村，玉皇顶公墓           |
| 图例： 设有         |      |          |                                            |

## 接驳交通

### 公交车
- 龙王塘地铁站：1120路、1126路、1127路、2002路、1120-1126路联运

## 车站历史
- 2014年5月1日，车站随12号线（时称202路延伸线）通车开通[1]。